# Amstrad PCW
Amstrad PCW är en hemdator tillverkad av Amstrad. Den började säljas 1985. Denna serie av datorer var i första hand tänkt som kontorsdatorer, inte speldatorer. Amstrad släppte även en serie datorer med namnet Amstrad CPC som var bättre på att hantera grafik och ljud.